# Hippodamia (zoologia)
Hippodamia  è un genere di coleotteri della famiglia dei coccinellidi.